# Nostradamus (Film)
Nostradamus ist eine britisch-deutsche Filmbiografie von 1994 über das Leben des französischen Apothekers und Astrologen Nostradamus. Regie führte Roger Christian, die Titelfigur wird von Tchéky Karyo verkörpert.

## Handlung
In chronologischer Reihenfolge werden die wichtigsten Ereignisse in Nostradamus’ Leben erzählt; insbesondere sein Werdegang als Heiler, Seher und Forscher. Dabei wird das Spannungsfeld zwischen Kirche, Wissenschaft und Politik im Frankreich des 16. Jahrhunderts aufgezeigt.
Der Film startet mit einer alptraumhaften Weltuntergangsvision des Knaben Michel de Nostredame und einem kurzen Einblick in das Umfeld der angesehenen Familie konvertierter jüdisch-stämmiger Ärzte und Händler. Auch die wesentlichen Konfliktfelder seines Lebens brechen sofort mit traumatisierender Brutalität über den Jungen herein, als er hilflos zusehen muss, wie Sophie, eine kluge heilkundige Magd der Familie, von den Inquisitoren der Inquisition verbrannt wird.
Die Konflikte setzen sich in Michel de Nostredames Medizinstudium als Kampf zwischen moderneren wissenschaftlichen Methoden im Gegensatz zur machtgestützten Dogmatik fort, vor allem im Umgang mit der Pest.
Der ärztliche Lehrer und väterliche Freund Dr. Julius Scalinger erkennt Michels wahre Begabung in den Visionen und ermöglicht ihm den Zugang zu verbotener Literatur und esoterischen Mitteln, um diese Gabe zu vervollkommnen und zu deuten. Andererseits wird de Nostredame durch das Auffinden einer verbotenen Schrift bei seiner Frau seiner ersten Familie durch die Inquisition beraubt.
Das unvorstellbare Grauen, das sich ihm in der Folge für die kommenden Jahrhunderte offenbart, treibt ihn neben seinem Ringen um menschliche Medizin und der Gratwanderung gegenüber ärztlichen Neidern und kirchlichen Feinden zum verschlüsselten Aufschreiben seiner Prophezeiungen zur Warnung für künftige Generationen.
Eine konkrete Vision des Todes des französischen Königs Heinrich II. kostet ihn fast sein Leben, beschert ihm aber letztlich den Schutz der königlichen Witwe Katherina von Medici bis zu seinem Lebensende.

## Hintergrund
Nostradamus – Prophezeiungen des Schreckens wurde von Mai bis Juli 1993 hauptsächlich in Rumänien sowie in Londoner Filmstudios gedreht. Der Film ist eine Koproduktion zwischen Deutschland, Großbritannien und Rumänien und hatte ein Budget von knapp 20 Mio. Dollar. Er startete am 18. August 1994 in den deutschen Kinos, war aber aus finanzieller Sicht nicht sehr erfolgreich und erreichte nur 263.000 Zuschauer.

## Schauplätze
- Saint-Rémy-de-Provence: Hier verbringt Nostradamus seine Kindheit (frühes 16. Jahrhundert).
- Montpellier: Die Stadt, in der Nostradamus Medizin und Astrologie studiert und zum ersten Mal durch seine außergewöhnlichen Heilkünste gegen die Pest die Aufmerksamkeit auf sich zieht.
- Aufenthalt und Studium bei Doktor Scalinger: Die genaue Lokalität wird im Film nicht genannt, wahrscheinlich handelt es sich um Agen, mehrjähriger Aufenthalt dort.
- Arles: Nostradamus wird als Unterstützung zur Bekämpfung der Pest nach Arles gerufen.
- Salon-de-Provence: Die Stadt, in der sein Bruder Bürgermeister war. Mehrjähriger Aufenthalt.
- Aufenthalt am Hof von König Heinrich II.

## Synchronisation
| Rolle                 | Schauspieler      | Synchronsprecher       |
| --------------------- | ----------------- | ---------------------- |
| Nostradamus           | Tchéky Karyo      | Thomas Danneberg       |
| Scalinger             | F. Murray Abraham | Joachim Nottke         |
| Heinrich II.          | Anthony Higgins   | Klaus-Dieter Klebsch   |
| Katherina von Medici  | Amanda Plummer    | Margot Rothweiler      |
| Diane de Poitiers     | Diana Quick       | Diana Borgwardt        |
| Inquisitor            | Michael Byrne     | Klaus Piontek          |
| Geheimnisvoller Mönch | Rutger Hauer      | Jürgen Kluckert        |
| Marie                 | Julia Ormond      | Bettina Weiß           |
| Anne                  | Assumpta Serna    | Franziska Pigulla      |
| Helen                 | Maia Morgenstern  | Anke Reitzenstein      |
| Sophie                | Magdalena Ritter  | Daniela Hoffmann       |
| Jean de Remy          | Michael Gough     | Friedrich Schoenfelder |

## Kritiken
„Seit 400 Jahren faszinieren die Visionen des Nostradamus die Menschheit. Der George-Lucas-Wegbegleiter Roger Christian verfilmte das Leben des legendären Sehers nun mit Starbesetzung und großem Aufwand.“

„Der einstige Ausstatter Roger Christian versammelt opulente Optik und große Namen. Bildgewaltig, aber dramaturgisch arm.“

„Nostradamus ist ein hervorragend ausgestatteter Film, mit großartiger Besetzung, realistischen Schauwerten und einer interessanten Geschichte. Selbst wenn man mit Nostradamus‘ Prophezeiungen und der gleichen nichts anfangen kann wird man hier gut unterhalten.“